# قائد الجنود في الشرق
قائد الجنود في الشرق هو منصب قيادي رفيع المستوى داخل الجيش الروماني المتأخر.

## المهام
يُعتبر قائد الجنود في الشرق القائد الأعلى للقوات العسكرية المنتشرة على الجبهة الشرقية، في مواجهة الساسانيين. كانت السلالات الفارسية المختلفة هي الأعداء بالوراثة للرومان، وكانت المقاطعات الشرقية، وهي سوريا وفلسطين والجزيرة العربية، مناطق غنية، وبهذا المعنى، فهي وظيفة مهمة جدًا لا يُعهد بها إلا إلى الأشخاص ذوي الكفاءة العالية. أحد أكثر الأشخاص شهرة الذين شغلوا هذا المنصب هو القائد العسكري الشهير بيليساريوس الذي تمكن استعادة أفريقيا من الوندال في عهد جستنيان الأول. لا يبدو أن القيادة الشرقية قد تم تنظيمها قبل نهاية القرن الرابع، في عهد ثيودوسيوس الأول، بعد أن حول انتباهه عن القوط في مويسيا.